# Garth Crooks
Garth Anthony Crooks (Stoke-on-Trent, Staffordshire, 1958. március 10. –) jamaicai származású angol labdarúgó. Jelenleg a BBC-nél dolgozik újságíróként. A Brit Birodalom Rendje kitüntetés birtokosa (OBE). 

## Pályafutása
Crooks pályafutását szülővárosában kezdte, a Stoke City csapatánál, ahol 147 mérkőzésen 48 gólt szerzett. Hírnévre igazán akkor tett szert, mikor 1980-ban a Tottenham Hotspur-höz igazolt, ahol erős és sikeres csatárpárost alakított ki Steve Archibalddal. A kupagyőztesek Európa-kupája 1981–1982-es kiírásában két gólt szerzett, mindkettőt az ír Dundalk ellen a 2. fordulóban, második gólja továbbjutást eredményezett a Tottenham-nek. A kupa 1982–1983-as kiírásában pedig három gólt szerzett, mindhármat az északír Coleraine ellen az 1. fordulóban. Crooks-szal a Spurs két FA-kupát (1981, 1982) és egy UEFA-kupát nyert, utóbbit 1984-ben az Anderlecht ellen. Crooks a döntő második mérkőzésén cserének volt nevezve, de nem játszott. Ő lett az első fekete játékos, aki egy FA-kupa-döntőben eredményes volt, mikor 1981-ben egyenlítőgólt szerzett a Manchester City ellen. 1983-ban kölcsönadták egy évre a Manchester Unitednek, majd 1985-ben a West Bromwich Albionhoz igazolt. Itt két évet töltött, ezután három évre a Charlton Athletic játékosa lett, mielőtt egy térdsérülés miatt 1990-ben végleg be kellett fejeznie pályafutását.
1988-ban első fekete játékosként ő lett a Professional Footballers' Association, a Profi Labdarúgók-szövetségének elnöke, de 1990-ben, visszavonulásakor lemondott erről a posztról. Először meccselemzőként dolgozott a médiában az 1982-es és az 1990-es világbajnokságoknál, később a Match of the Day, a Nap mérkőzése tudósítója lett az angol válogatott edzőtáborában a 2000-es Európa-bajnokság és a 2002-es világbajnokság idején. Az 1990-es évek végén Crooks a politikai televízióshow, a Despatch Box műsorvezetője lett. Azt híresztelték, indul a parlamentben is. 1999-ben a Brit Birodalom Érdemrendjével tüntették ki a labdarúgásban tett szolgálataiért. Alkalmanként feltűnik a BBC csatornán bajnoki mérkőzések után, amint a játékosokkal készít interjút. Emellett minden héten megjelenteti a saját "legjobb tizenegy" játékosát a BBC weboldalán.

## Sikerei, díjai
Tottenham Hotspur
- FA-kupa-győztes – 1981, 1982
- UEFA-kupa-győztes – 1984

## Külső hivatkozások
- Garth Crooks a Screen Online-on Archiválva 2009. május 8-i dátummal a Wayback Machine-ben
- Garth Crooks PFA profilja Archiválva 2009. szeptember 27-i dátummal a Wayback Machine-ben
- Garth Crooks PFA profilja:1988-1990
- BBC profil